# Ingemar Hedberg
Ingemar Harald Robert Hedberg (Örebro, 8 marzo 1920 – Stoccolma, 19 maggio 2019) è stato un canoista svedese.

## Palmarès

### Olimpiadi
- Argento a Helsinki 1952 nel K2 1000 metri.

### Mondiali - Velocità
- Oro a Copenaghen 1950 nel K1 4x500 metri.
- Oro a Copenaghen 1950 nel K2 500 metri.
- Oro a Copenaghen 1950 nel K2 1000 metri.